# Casa Etchevers
Casa Etchevers es una residencia ubicada en el sector de Las Cuatro Avenidas, de la ciudad de Chillán, Chile. Es considerada un Inmueble de conservación histórica, al ser una de las primeras construcciones de la ciudad hecha de hormigón, como también, por su resistencia ante el terremoto de 1939 y sus servicios a consecuencia de éste.

## Historia
La obra fue construida por los arquitectos Jorge Etchevers y Oreste Depetris, a pedido del agricultor de origen vasco francés, Dionisio Etchevers Crouspeire, y su esposa Benigna Quintana, estos últimos, padres de uno de los arquitectos. Tras el Terremoto de Chillán de 1939, la vivienda es ocupada como hospital de urgencias y posteriormente, Corte de Apelaciones de Chillán.
Fue donada por la familia Etchevers en 1971 al Servicio de Salud Ñuble, con el objetivo de convertir la residencia en un centro de acogida para madres de escasos recursos.
Durante la década del 2000 queda en estado de abandono, y a la década siguiente es adquirida por Caja de Compensación y Asignación Familiar La Araucana, que ocupa la residencia como sucursal, quienes modificaron gran parte de la estructura interior. El reconocimiento como Inmueble de conservación histórica, fue otorgado por el municipio local en 2016, sin embargo, los únicos elementos originales de la vivienda que se conservaban a esas alturas, fueron su fachada y escalera interior, cuales aún permanecen vigentes.

## Arquitectura

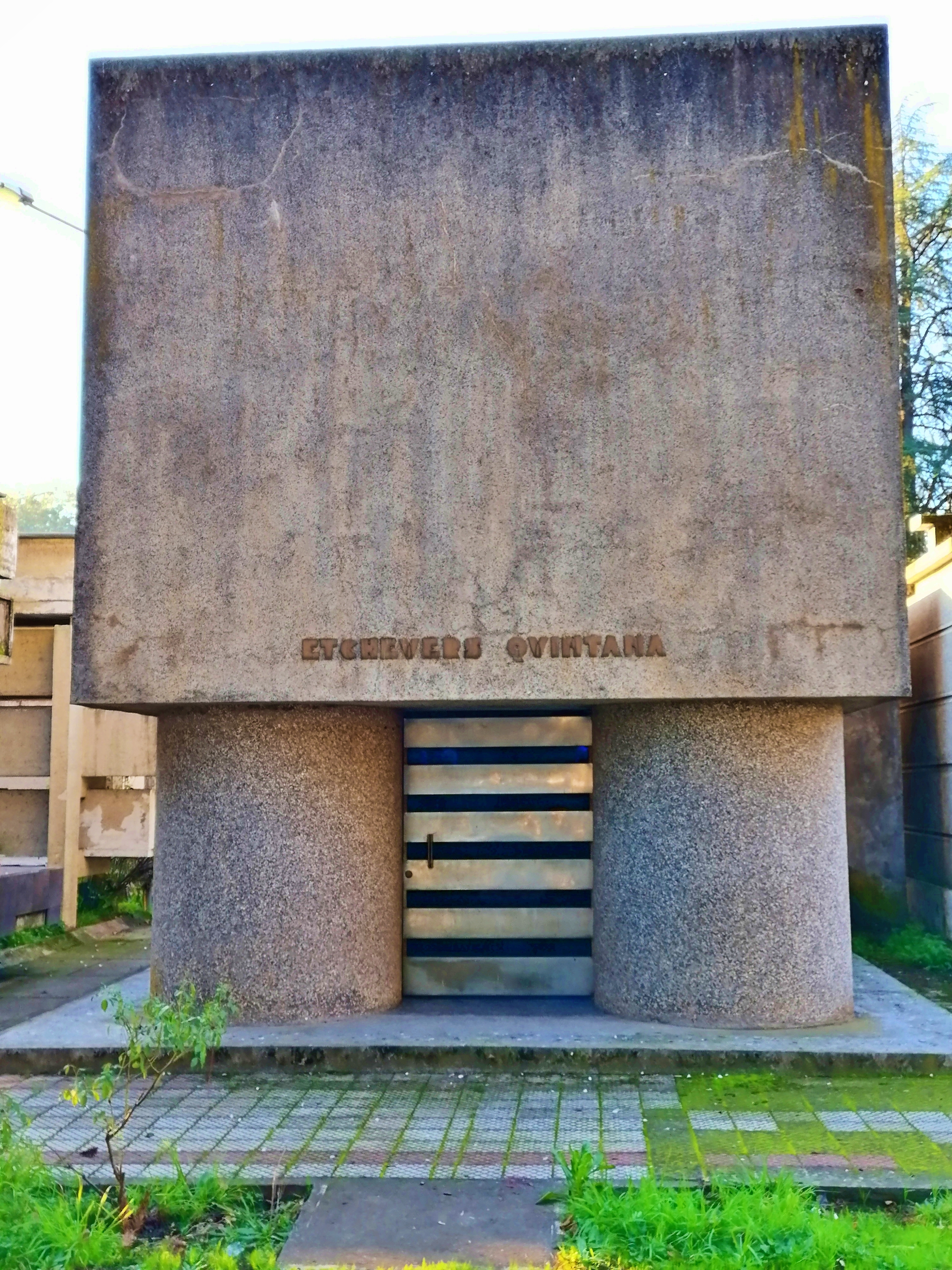
Mausoleo de la familia Etchevers Quintana en Cementerio Municipal de Chillán

La vivienda aislada de estilo art déco, posee una altura de 9,6 metros y dos plantas. Posee un sistema de agrupamiento continuo, emplazado como casa esquina en calle Constitución con calle Isabel Riquelme. Sus cimientos, sobrecimientos y pilares son de hormigón armado, mientras que sus muros de carga son de albañilería de ladrillo confinada, con tabiquería de metal sin relleno. El piso y la estructura de la techumbre es de losa de hormigón, donde esta última posee una cubierta de hormigón. En el exterior, el pavimento es de baldosa y su revestimiento es de cemento.